# Diego Montoya Mendoza
Diego Montoya Mendoza y Horna (Mijancas, España, 23 de julio de 1593-Cascas, Perú, 14 de abril de 1640) prelado español que fue el octavo obispo de Popayán (1633-1637) y de Trujillo en Perú (1637-1640).

## Biografía
Hijo de Diego de Montoya y Catalina de Mendoza. Estudió latinidad en el Colegio de la Compañía de Vergara, y artes y teología en la Universidad de Salamanca. Fue también colegial en Santa Catalina de El Burgo de Osma. Se graduó de doctor en la Universidad de Ávila.
Pasó a ser cura en la archidiócesis de Toledo, hasta 1623, cuando ganó por oposición la cátedra de artes en el Colegio del Arzobispo Fonseca (Salamanca). En 1628 obtuvo la canonjía lectoral en la catedral de Coria. Fue enviado por su iglesia a la congregación quinquenal que se celebraba en Madrid.
El 25 de octubre de 1632 fue nombrado obispo de Popayán, en el Nuevo Reino de Granada. Tomó posesión de su diócesis al año siguiente. El 27 de diciembre de 1634 fue consagrado en Quito por el obispo Pedro de Oviedo y Falconi. Su principal interés fue la reducción y evangelización de los indígenas chocóes y noanamas, empeño en el que fue ayudado por su hermano Francisco de Montoya y por su primo Ventura de Montoya, quienes fundaron un poblado al que pusieron el nombre de Sed de Cristo.
El 5 de octubre de 1637 fue promovido al obispado de Trujillo, en el Perú, del cual tomó posesión en su nombre el deán Juan de la Torre, el 2 de octubre de 1638, y por fallecimiento de este, el arcediano Luis de Paz, el 16 de febrero de 1639. Hizo por tierra el viaje a Trujillo, para de esa manera empezar la visita pastoral al extenso territorio de su nueva diócesis, pero al llegar a la serranía de Cascas (en la actual circunscripción de Gran Chimú, en La Libertad), falleció el 16 de mayo de 1640. No llegó a enterarse de que había sido promovido al obispado de Cuzco. Murió pobre y se le dio sepultura en la catedral de Trujillo. Durante sus honras fúnebres predicó el canónigo Pedro de Reyna Maldonado, célebre orador limeño, cuyo discurso se imprimió en 1641.